# Glina

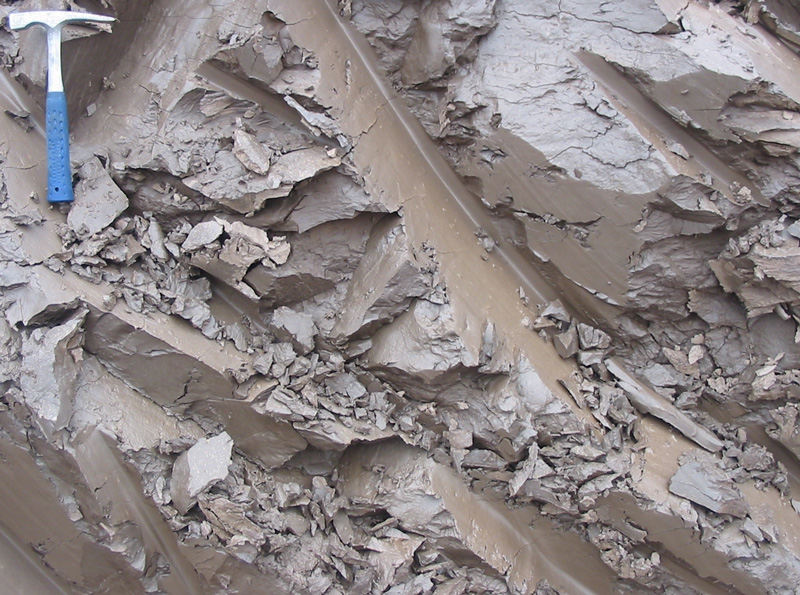
Glina

Glina – ilasta skała osadowa, powstała najczęściej w okresie czwartorzędu w wyniku nagromadzenia osadów morenowych (skały ilaste starsze niż czwartorzędowe nazywane są najczęściej iłami). Jest to zatem skała złożona z minerałów ilastych, kwarcu, skaleni, substancji koloidalnych, może zawierać okruchy innych skał oraz substancje organiczne (humus, korzenie, bituminy).
Z perspektywy litologicznej (składu frakcyjnego), glina jest skałą o dowolnym wieku (zatem może też być starsza niż czwartorzędowa), zawierającą 10–30% frakcji ilastej i minimum 30% sumy frakcji pylastej i piaszczystej. Gliny dzieli się na pylaste, piaszczyste, zwięzłe,  pylaste zwięzłe i piaszczyste zwięzłe.
Barwa glin czwartorzędowych zależy od zawartości i stopnia utlenienia koloidalnych cząsteczek uwodnionych tlenków żelaza i manganu. W warunkach utleniających przeważają barwy od żółtej poprzez czerwoną do brunatnej, w warunkach redukcyjnych glina może być jasnoszara, szara, szarozielona.
Glina od zarania dziejów stanowi podstawowy surowiec do wyrobu ceramiki. Do ręcznego formowania wyrobów ceramicznych używane są wysokoplastyczne i plastyczne gliny biało oraz barwnie wypalające się, znane na świecie pod nazwą „ball clay”. Dzisiaj stanowią one cenny surowiec do produkcji ceramiki sanitarnej i płytek ceramicznych.

## Glina w Polsce

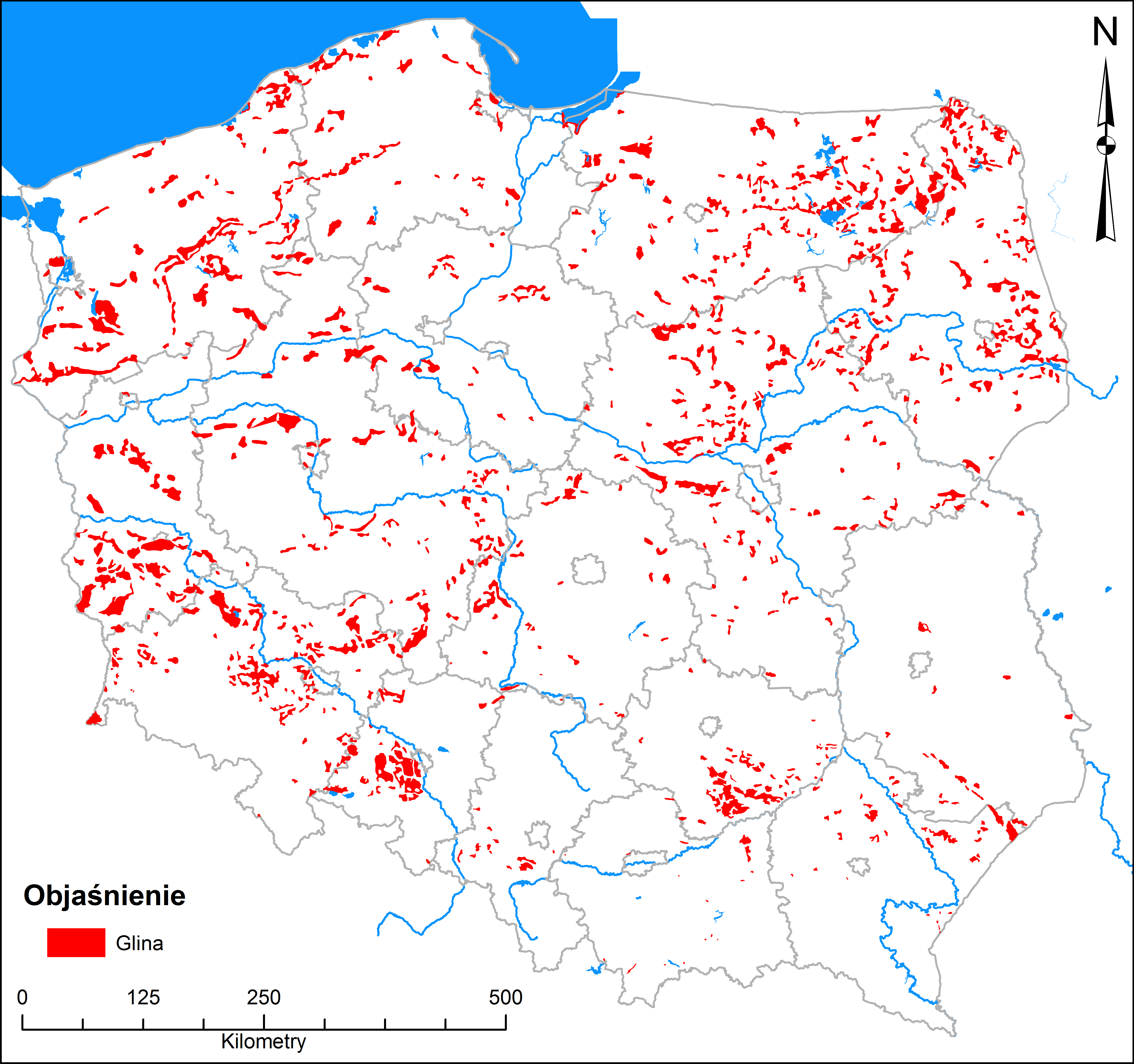
Złoża gliny w Polsce

W Polsce pokłady tego surowca występują m.in. w Kunicach pod Legnicą.
Polskie rozróżnienie na gliny (osady główne czwartorzędowe, mogące zawierać składniki i domieszki widoczne gołym okiem, a nawet głazy) i iły (czwartorzędowe lub starsze, składające się raczej ze składników nierozróżnialnych gołym okiem), wynikające z bogactwa różnorodności tych osadów na kształtowanej głównie przez zlodowacenia powierzchni tego kraju, nie znajduje swojego odzwierciedlenia w wielu innych językach. Przykładowo w j. angielskim oba te osady wyróżnia się niejednokrotnie jako clay, dodatkowo w polskiej terminologii gruntoznawczej określenie glina również odchodzi do historii za sprawą wprowadzania norm europejskich (poszczególne gliny zastępowane są przez iły, iły piaszczyste, i. pylaste, i. pylasto-piaszczyste, pyły ilaste i in.).